# Logiciel d'étude
 (mars 2025).
Si vous disposez d'ouvrages ou d'articles de référence ou si vous connaissez des sites web de qualité traitant du thème abordé ici, merci de compléter l'article en donnant les références utiles à sa vérifiabilité et en les liant à la section « Notes et références ».
Vous pouvez aider à l'améliorer ou bien discuter des problèmes sur sa page de discussion.
- Son contenu est évasif ou trop peu précis. Améliorez sa qualité à l'aide des conseils sur les sources. (Marqué depuis mars 2025)
- La traduction doit être revue. Le contenu est difficilement compréhensible à cause d’erreurs de traduction, peut-être dues à l’utilisation d’un logiciel de traduction automatique. (Marqué depuis mars 2025)

- Archive Wikiwix
- Bing
- Cairn
- DuckDuckGo
- E. Universalis
- Gallica
- Google
- G. Books
- G. News
- G. Scholar
- Persée
- Qwant
- (zh) Baidu
- (ru) Yandex
- (wd) trouver des œuvres sur Wikidata

 (mars 2025).
Un logiciel d'étude est un programme informatique conçu pour aider les étudiants à optimiser leur temps d’apprentissage, de réflexion et de mémorisation de l'information.
L'objectif principal de ces logiciels est d'améliorer l'efficacité des stratégies d'étude afin de rendre l'apprentissage plus productif. L'utilisation de ces outils varie selon la discipline étudiée : par exemple, l'apprentissage des mathématiques nécessite des approches différentes de celles employées pour l'acquisition d'une langue.
Il existe plusieurs types de logiciels d'étude, dont certains sont spécifiquement conçus pour un domaine particulier et peuvent inclure ou non le contenu à maîtriser.
Le terme logiciel d'étude recouvre ainsi une large gamme d'outils numériques aux fonctionnalités variées, souvent complémentaires.

## Origines
Des recherches ont démontré que certaines méthodes d'apprentissage sont plus efficaces que d'autres et qu'il est bénéfique d'enseigner les compétences d'étude elles-mêmes,.
Les logiciels d'étude visent à appliquer ces principes en incitant les étudiants à adopter de bonnes pratiques, sans qu'ils aient nécessairement besoin de comprendre les mécanismes sous-jacents de la mémoire et de l'apprentissage.
Parmi les types de logiciels d'étude les plus répandus figurent les programmes de cartes heuristiques et de cartes mémoire. Les logiciels de cartographie mentale favorisent la réflexion et l'organisation des idées, mais leur efficacité diminue une fois l'information structurée. En revanche, les logiciels de cartes mémoire sont particulièrement adaptés à la mémorisation, bien qu'ils soient parfois critiqués pour encourager un apprentissage mécanique.
Certains logiciels combinent ces approches et permettent, par exemple, de tester les étudiants sur leurs propres notes.

## Avantages
Les logiciels d'étude présentent plusieurs avantages, notamment :
- Une diversité de formats d'information (images, sons, diagrammes, etc.).
- Un accès facilité aux ressources via des bases de données.
- Une prise de notes optimisée grâce à des fonctionnalités telles que « Microsoft Ink » ou la reconnaissance vocale[5].
- Des méthodes favorisant la mémorisation grâce aux couleurs, images et cartes heuristiques[6].
- L'utilisation de l'hypertexte pour relier des informations connexes[7].
- Des outils de test et de révision basés sur l'« effet d'espacement ».
- Une adaptation personnalisée du contenu selon le niveau et les progrès de l'étudiant[8].

## Limites et défis
Certains obstacles peuvent limiter l'adoption des logiciels d'étude :
- La nécessité d'un équipement informatique et d'un accès aux contenus numériques.
- L'apprentissage de certaines compétences techniques (ex. : dactylographie, manipulation d'un écran tactile)[9].
- Le coût des logiciels et du matériel, parfois prohibitif pour certaines institutions[10].
- Une interopérabilité limitée entre logiciels, réduisant leur efficacité conjointe[11].
- Des différences de contenus selon les pays et les systèmes éducatifs.
- Une dépendance excessive aux logiciels, pouvant nuire au développement de l'autonomie et de la pensée critique[12].